# روس بيركنز
روس بيركنز هو لاعب هوكي الجليد كندي، ولد في 4 نوفمبر 1946 في Tisdale, Saskatchewan ‏ في كندا.

## وصلات خارجية
- روس بيركنز على موقع EliteProspects.com (الإنجليزية)
- روس بيركنز على موقع HockeyDB.com (الإنجليزية)
- روس بيركنز على موقع Hockey-Reference.com (الإنجليزية)